# Fiwix
Fiwix – jądro systemu operacyjnego dla platformy x86 bazowane na architekturze UNIX. Z założenia jest w pełni kompatybilne z systemem operacyjnym GNU/Linux dlatego można na nim używać wielu aplikacji GNU. Jądro Fiwix zostało zaprojektowane głównie na potrzeby edukacyjne, w związku z tym kod źródłowy jest bardzo prosty. 
Ostatnia wersja nosi numer 0.3.1 i została wydana 2 maja 2007 roku. System jest w bardzo wczesnej fazie rozwoju (na przykład główny system plików ext2 jest dostępny na razie tylko do odczytu). Źródła Fiwiksa zostaną udostępnione na "otwartej licencji" kiedy zaimplementowane zostaną najważniejsze funkcje (wersja będzie nosiła numer 1.0).
Twórcą Fiwiksa jest Jordi Sanfeliu. 